# A28高速公路 (葡萄牙)
A28高速公路（葡萄牙語：A28），又稱北海岸高速公路（Circular Regional Exterior de Porto，簡稱CREP），是一條南起葡萄牙北部重鎮、第二大城市波爾圖，北至西班牙邊境的高速公路，沿葡萄牙北海岸而行。全長93公里，另有30公里由莫羅什村至瓦倫薩路段計劃中。
全線設有二十九處交流道、三個服務區。1960年至2008年間分段通車。